# 황태자의 사랑
황태자의 사랑(The Student Prince In Old Heidelberg)은 미국에서 제작된 존 M. 스탈 감독의 1927년 드라마, 멜로/로맨스 영화이다. 라몬 노바로 등이 주연으로 출연하였고 에른스트 루비치 등이 제작에 참여하였다.

## 출연

### 주연
- 라몬 노바로
- 노마 시어러
- 진 허숄트
- 구스타프 본 세이퍼티츠
- 필립 드 라시
- 에드가 노턴
- 한스 조비
- 조지 K. 아서
- 리오넬 벨모어
- 에디세 챕맨
- 링컨 스테드만